# Instytut Pracy i Spraw Socjalnych
Instytut Pracy i Spraw Socjalnych (IPiSS) – instytut badawczy nadzorowany przez Ministerstwo Rodziny, Pracy i Polityki Społecznej, zajmujący się problematyką pracy i polityką społeczną.
Wyniki prac badawczych są upowszechniane w formie pozycji książkowych, artykułów, wywiadów, konferencji naukowych, seminariów oraz głosów w dyskusjach i debatach społecznych. Instytut Pracy i Spraw Socjalnych posiada wieloletnie doświadczenie w realizacji projektów badawczych. Obecnie Instytut realizuje i współrealizuje projekty finansowane z funduszy strukturalnych: EFS, ZPORR i IW EQUAL. IPiSS prowadzi także działalność szkoleniową, obejmującą różne formy: szkolenia i kursy o różnej tematyce – z zakresu prawa pracy, ubezpieczeń społecznych, migracji zarobkowej, zarządzania zasobami pracy.

## Rys historyczny
Instytut Pracy i Spraw Socjalnych powstał jako Instytut Pracy przy Komitecie Pracy i Płac, powołany uchwałą nr 1 Rady Ministrów z dnia 5 stycznia 1962. Przesłanką powołania Instytutu był brak placówki naukowej o szerokiej, ekonomicznej podbudowie, która by badała zagadnienia zatrudnienia, płac organizacji i wydajności pracy, problemy socjalne i demograficzne. Problemami tymi dorywczo i wycinkowo zajmowano się w Polskiej Akademii Nauk, w wyższych uczelniach, w Instytucie Ekonomii i Organizacji Przemysłu, Komisji Planowania, Ministerstwie Finansów, Centralnej Radzie Związków Zawodowych.
W 1970 Instytut Pracy został zlikwidowany na skutek opublikowania raportu krytykującego rządową politykę płac. W 1972 został reaktywowany uchwałą Rady Ministrów nr 178 z 24 czerwca pod nazwą Instytut Pracy i Spraw Socjalnych jako instytut resortowy przy Ministerstwie Pracy, Płac i Spraw Socjalnych.
W lutym 1974 ukazał się pierwszy numer miesięcznika „Polityka Społeczna“ (właścicielem tytułu jest Ministerstwo Rodziny, Pracy i Polityki Społecznej).
W 1999 Fundacja Humanizacja Pracy przekazała czasopismo Instytutowi Pracy i Spraw Socjalnych, pierwszy numer pisma ukazał się pod tytułem "Humanizacja Pracy. Zarządzanie Zasobami Ludzkimi" pod redakcją prof. dr hab. Stanisławy Borkowskiej. Od 2001 pismo ukazuje się pod zmienioną nazwą: „Zarządzanie Zasobami Ludzkimi“.

## Dyrekcja[5]
- Dyrektor: Agnieszka Sowa-Kofta
- Zastępca Dyrektora ds. Ekonomicznych: Izabela Hebda-Czaplicka

## Rada Naukowa[6]
Rada naukowa jest organem stanowiącym, inicjującym, opiniodawczym i doradczym instytutu w zakresie jego działalności statutowej oraz w sprawach rozwoju kadry naukowej i badawczo-technicznej.
W skład Rady Instytutu Pracy i Spraw Socjalnych wchodzi 14 członków wybieranych i powoływanych w trybie i na zasadach określonych w art. 30 Ustawy z dnia 30 kwietnia 2010 r. o instytutach badawczych (DzU 2010, nr 96, poz. 618 z późn. zm.) i Statucie IPiSS.

### Członkowie Rady Naukowej IPiSS kadencji 2022–2026
- prof. dr hab. Ewa Leś — Przewodniczący Rady Naukowej IPiSS
- Zastępca Przewodniczącego – prof. dr hab. Gertruda Uścińska
- Zastępca Przewodniczącego – dr hab. Zbigniew Klimiuk, prof. IPiSS
- Rzecznik Dyscyplinarny — dr hab. Zdzisław Czajka, prof. IPiSS
- Sekretarz Rady — dr Piotr Kurowski, IPiSS
- prof. dr hab. Stanisława Golinowska, IPiSS
- dr hab. Marek Kośny, profesor UEW, Uniwersytet Ekonomiczny we Wrocławiu
- mgr Małgorzata Mądry, przedstawiciel Ministerstwa Edukacji i Nauki
- dr hab. Michał Michalski, profesor uczelni, Uniwersytet im. Adama Mickiewicza w Poznaniu
- prof. dr hab. Jan Paradysz, Uniwersytet Ekonomiczny w Poznaniu
- prof. dr hab. Aleksy Pocztowski, Uniwersytet Ekonomiczny w Krakowie
- dr hab. Agnieszka Sowa-Kofta, prof. IPiSS
- dr hab. Piotr Szukalski, profesor uczelni, Uniwersytet Łódzki
- dr Dariusz Zalewski, IPiSS
- prof. dr hab. Maciej Żukowski, Uniwersytet Ekonomiczny w Poznaniu

### Członkowie Rady Naukowej IPiSS kadencji 2018–2021
- dr hab. Bożenna Balcerzak-Paradowska, emerytowana prof. Instytutu Pracy i Spraw Socjalnych
- dr hab. Zdzisław Czajka, profesor instytutu,  Instytut Pracy i Spraw Socjalnych
- dr Zofia Czepulis-Rutkowska, Instytut Pracy i Spraw Socjalnych
- dr hab. Elwira Gross-Gołacka, Ministerstwo Nauki Szkolnictwa Wyższego
- prof. dr hab. Józefina Hrynkiewicz, Uniwersytet Warszawski
- dr hab. Urszula Jeruszka, profesor instytutu, Instytut Pracy i Spraw Socjalnych
- dr hab.  Zbigniew Klimiuk, profesor instytutu, Instytut Pracy i Spraw Socjalnych
- dr hab. Michał Michalski, profesor uczelni, Uniwersytet im. Adama Mickiewicza w Poznaniu
- prof. dr hab. Józef Orczyk, Wyższa Szkoła Bankowa w Poznaniu
- prof. dr hab. Aleksy Pocztowski, Uniwersytet Ekonomiczny w Krakowie
- mgr Barbara Sajkiewicz, Instytut Pracy i Spraw Socjalnych
- dr hab. Piotr Szukalski, profesor uczelni, Uniwersytet Łódzki
- prof. dr hab. Gertruda Uścińska, Instytut Pracy i Spraw Socjalnych
- prof. dr hab. Jerzy Żyżyński, Uniwersytet Warszawski

## Pracownicy

### Pracownicy naukowi

#### Profesorowie
- Marek Bednarski – polityka zatrudnienia w przedsiębiorstwie, rynek pracy, przekształcenia własnościowe
- Ludwik Florek – indywidualne i zbiorowe prawo pracy, rozwiązania europejskie i międzynarodowe
- Stanisława Golinowska – polityka społeczna, ubezpieczenia społeczne, migracje
- Gertruda Uścińska – prawo ubezpieczeń społecznych, rozwiązania europejskie i międzynarodowe, problemy socjalne

#### Doktorzy habilitowani na stanowiskach profesorów nadzwyczajnych
- Zdzisław Czajka – systemy płac i wartościowania pracy
- Urszula Jeruszka – rynek pracy, zatrudnienie, edukacja zawodowa, efektywność kształcenia zawodowego
- Zbigniew Klimiuk - ekonomia

## Dawni pracownicy
- Zofia Morecka – ekonomia, społeczne aspekty gospodarowania
- Danuta Graniewska – polityka społeczna, warunki życia rodzin, praca zawodowa kobiet
- Bożena Balcerzak-Paradowska - polityka rodzinna, polityka społeczna, rynek pracy
- Elżbieta Kryńska - rynek pracy